# The Best Things in Life Are Free
The Best Things in Life Are Free (bra O Encanto de Viver) é um filme norte-americano de 1956, do gênero drama biográfico-musical, dirigido por Michael Curtiz, com roteiro de William Bowers, Phoebe Ephron e John O'Hara baseado na vida e nas parcerias dos compositores Lew Brown, Ray Henderson e Buddy DeSylva.
Entre as canções, os maiores destaques são "The Birth of the Blues", "Button Up Your Overcoat", "Black Bottom" e "Sunnyside Up".

## Sinopse
Buddy, Ray e Lew conhecem-se, tornam-se amigos, trabalham juntos e fazem grande sucesso, até que ficam a ponto de separar-se quando a ambição ameaça tomar conta deles. Buddy, principalmente, deixa-se levar pelo ego ao tornar-se executivo na indústria cinematográfica. Quando descobrem que sua força reside no trabalho em equipe, eles finalmente voltam a compor juntos.

## Premiações
| Prêmio     | Categoria                             | Recipientes   | Situação |
| ---------- | ------------------------------------- | ------------- | -------- |
| Oscar 1957 | Melhor trilha sonora de filme musical | Lionel Newman | Indicado |

## Elenco
| Ator/Atriz        | Personagem         |
| ----------------- | ------------------ |
| Gordon MacRae     | Buddy DeSylva      |
| Dan Dailey        | Ray Henderson      |
| Ernest Borgnine   | Lew Brown          |
| Sheree North      | Kitty Kane         |
| Tommy Noonan      | Carl Frisbee       |
| Murvyn Vye        | Manny Costain      |
| Phyllis Avery     | Maggie Henderson   |
| Larry Keating     | Winfield Sheehan   |
| Tony Galento      | Fingers            |
| Norman Brooks     | Al Jolson          |
| Jacques d'Amboise | Dançarino          |
| Roxanne Arlen     | Perky Nichols      |
| Byron Palmer      | Astro de Hollywood |
| Linda Brace       | Jeannie Henderson  |
| Patty Lou Hudson  | Susie Henderson    |